# 第三次全俄罗斯苏维埃代表大会
第三次全俄罗斯工人、士兵与农民代表苏维埃代表大会于1918年1月23日至27日在俄罗斯彼得格勒斯莫尔尼宫召开的全俄罗斯苏维埃代表大会，大会分别由斯维尔德洛夫就全俄中央执行委员会活动作报告，列宁就人民委员会活动作报告，斯大林就民族事務人民委員部活动作报告。大会通过了列宁此前起草的《被剥削劳动人民权利宣言》，后成为《1918年苏俄宪法》的一部分。1月25日，大会将国名定位“俄罗斯社会主义联邦苏维埃共和国”。